# Águas de São Pedro
Águas de São Pedro este un oraș în São Paulo (SP), Brazilia, localizat la 184 de kilometri  (114 mile) de capitală. Având doar 3.61 kilometri pătrați, este a doua cea mai mică municipalitate braziliană din punct de vedere al suprafeței, și a avut o populație de 2707 de locuitori în anul 2010. Águas de São Pedro înseamnă ”Apele Sfântului Petru”. Acest nume are legătura cu izvoarele minerale din teritoriu, dar și cu localizarea acestora, care, înainte de formarea orașului, au făcut parte din municipalitatea São Pedro. Temperatura medie anuală în oraș este de 22.4 grade Celsius (72.3 grade Fahrenheit), și cea mai mare parte a vegetației municipalității este formată din suprafețe reîmpădurite. În anul 2014 în oraș erau 2317 de mașini. O localitate exclusiv urbană, fără zone urbane, orașul a avut patru facilități pentru sănătate în anul 2009. Indicele dezvoltării umane este 0,854, al doilea cel mai mare indice din São Paulo, precum și din Brazilia, fiind depășit doar de São Caetano do Sul.
Águas de São Pedro a fost încorporat în anii 1940. Orașul este cunoscut pentru apele sale minerale, și care au importanță în vindecarea anumitor boli. Unul dintre izvoare, Fonte Juventude, are a doua cea mai sulfuroasă apă din lume. Mai sunt, de asemenea, două parcuri mari, Parcul ”Dr. Octavio Moura Andrade” și "José Benedito Zani", precum și mini-grădina municipală, toate acestea fiind spații verzi importante ale orașului.

## Istorie

### Origini
Bustul proprietarului terenului care avea să devină Águas de São Pedro, Angelo Franzin
Turnul de ulei al Inginerului Ângelo Balloni este un reper al istoriei orașului
Bustul fondatorului orașului, Octavio Moura Andrade
Până în 1800, regiunea São Pedro și enclava sa au fost pădure virgină. Primii oameni cunoscuți care au pus piciorul pe teritoriul Águas de São Pedro au fost, ca în majoritatea municipalităților din zona rurală din São Paulo, bandeirantes care căutau pietre prețioase, în special aur, deschizând multe drumuri și trasee în pădurea deasă. Unul dintre aceste trasee, numit Caminho do Picadão (Drumul căii pădurii), a început în Itu, a trecut prin Piracicaba și a înaintat către hinterlandul Araraquara. Ani de zile, în regiune au fost înființate multe ferme, până când în 1883, São Pedro s-a desprins de Piracicaba și a devenit independent politic.
Economia la acea vreme se baza pe producția de cafea și multe familii italiene s-au stabilit în aceste regiuni pentru a lucra în baza unor contracte de parteneriat pentru a înlocui munca sclavă. În acest fel, imigrantul italian Angelo Franzin a ajuns în Brazilia în 1887, mergând să lucreze la o fermă numită „Recreio”, deținută de João Rezende da Cruz; doar un an mai târziu, Franzin avea să conducă alte ferme, precum Santa Rita, Santa Eulália și Rosário. După mulți ani de muncă, a cumpărat teren împreună cu fratele său Jácomo și a decis să încerce plantarea cafelei. Primele proprietăți pe care le-au achiziționat au fost fermele Palmeiras și Limoeiro, urmate de terenurile Floresta Escura, Gonçalves, Tuncum și Araquá, precum și case, loturi și două mașini pentru procesarea boabelor de cafea.